# Almaleea
Almaleea là một chi thực vật thuộc họ Đậu bản địa của Úc.